# Andelu
Andelu település Franciaországban, Yvelines megyében. Lakosainak száma 527 fő (2022. január 1.). Andelu Marcq, Goupillières, Jumeauville, Maule, Montainville és Thoiry községekkel határos.

## Népesség
A település népességének változása:
| Lakosok száma | 474  | 472  | 478  | 476  | 477  | 483  | 482  | 504  | 527  |
|               | 2013 | 2015 | 2016 | 2017 | 2018 | 2019 | 2020 | 2021 | 2022 |